# Лавкрафтовские ужасы в массовой культуре

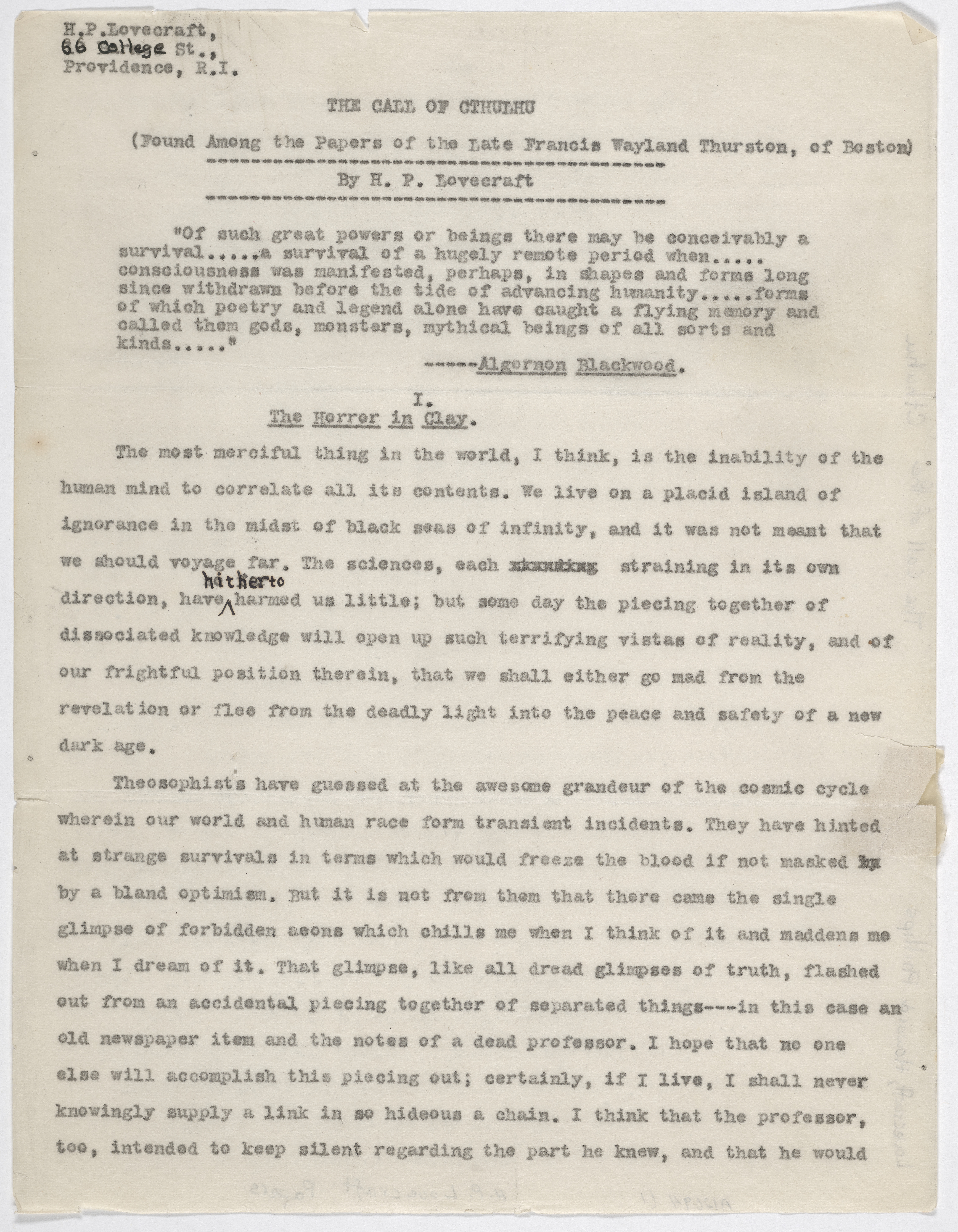
Постер к фильму «Зов Ктулху»

Творчество Говарда Филлипса Лавкрафта оказало существенное влияние на самые разные виды современного массового искусства в жанрах фантастики, фэнтези и ужасов. «Лавкрафтовские» произведения в массовой культуре продолжают становиться всё более и более популярными. В статье представлены некоторые примеры, полностью или частично вдохновлённые произведениями Лавкрафта, которые можно отнести к «Лавкрафтовскими ужасам», «Мифам Ктулху», «Космическим ужасам». Некоторые произведения включают только «лавкрафтовские» темы и «космический ужас», но без использования «Мифов Ктулху».
Ниже приводится неполный список художественных фильмов, телевизионных сериалов, литературных произведений, музыкальных композиций, настольных игр, комиксов, которые часто не являются прямой адаптацией произведений Лавкрафта, но содержат отсылки, аллюзии или темы, происходящие напрямую из работ Лавкрафта, либо явно вдохновлённые мотивами его творчества.

## Сериалы
- «Кабинет редкостей Гильермо дель Торо» (2022): сериал Netflix представляет экранизации работ мастеров ужаса, включая Лавкрафта[4].
- «Чепелуэйт» (2021): сериал Epix создан по рассказу Стивена Кинга «Иерусалимов Удел» и упоминает книгу «De Vermis Mysteriis».
- «Очень странные дела» (2016—): сериал Netflix вдохновлён Мифами Ктулху (включая антагониста сериала «Ловца разума»). Лиза, подруга жены Хоппера, окончила Мискатоникский университет[5].
- «Страна Лавкрафта» (2020): сериал HBO об округе Девон в Акрхеме. Был закрыт после первого сезона[6].
- «Ночная галерея» (1970—1973): адаптации Рода Серлинга по мотивам: «Холод» (1971; Жанно Шварц), «Модель Пикмана» (1971; Джек Лэрд), «Последние обряды мертвого друида» (1972; Жанно Шварк).
- «Мастера ужасов» (2005—2007): сериал Showtime показывает в первом сезоне адаптацию Стюарта Гордона рассказа «Сны в ведьмовском доме». Присутствуют отсылки к рассказу «Крысы в стенах».

Эпизодические отсылки к творчеству Лавкрафта встречаются в сериалах: «Настоящий детектив» (2014—), «Доктор Кто» (2005—), «Наследие Юпитера» (2021), «Сверхъестественное» (2005—2020), «Секретные Материалы» (1993—2018), «Сумеречная зона» (1985—1987), «Хранилище 13» (2009—2014), «Вавилон-5» (1993—1998), «Зверь» (1996) и других.

## Фильмы
Начиная с 1950-х годов в кино появились элементы «Лавкрафтовских ужасов», что впоследствии стали поджанром, не только питающим киноадаптации Лавкрафта или По, но и обеспечившим основу для многих фильмов ужасов. В 1960-х годах по мотивам произведений Лавкрафта было снято несколько десятков фильмов. Наиболее известные работы: Стюарта Гордона, Брайана Юзна, Джона Карпентера, Гильермо дель Торо, Стивена Кинга. С 1970-х годов был снят ряд фильмов, которые можно явно классифицировать как «Лавкрафтовские ужасы». С 2000-х годов эти элементы стали использовать в ряде популярных фильмов самых разных жанров.
- «Венера» (2022): испанский триллер Жауме Балагеро, с Эстер Экспосито в главной роли, вдохновлённый рассказом «Сны в ведьмовском доме»[10].
- «Порог маскировки» (2021): режиссёр Йоханнес Гренцфуртнер использует в фильме элементы творчества Лавкрафта[11].
- «Под водой» (2020): высокобюджетный фильм Уильяма Юбэнка, с Кристен Стюарт в главной роли, связанный с «Мифами Ктулху». На подводной станции появляются Глубоководные и сам Ктулху[12].
- «Глубоководные» (2020): независимая постановка Чада Феррина представляет пересказ повести «Тень над Иннсмутом»[13].
- «Жертва» (2020): фильм Энди Кольер и Тор Миан представляет историю пары, которая встречает сектантов, приносящих людей в жертву Спящему божеству.
- «Цвет из иных миров» (2019): фильм Ричарда Стэнли с Николасом Кейджем в главой роли. За основу взят рассказ «Цвет из иных миров»[14][15].
- «Страна призраков» (2018): французский фильм Паскаля Ложье показывает ряд сцен, что намекают на мифические фигуры из творчества Лавкрафта.
- «Аннигиляция» (2018): кинокартина Алекса Гарленда основана на одноимённом романе Джеффа Вандермеера 2014 года[15][16].
- «Пустота» (2016): канадский фильм Стивена Костански вдохновлён творчеством Лавкрафта[17].
- «Лекарство от здоровья» (2016): фильм Гора Вербински отмечен влиянием Лавкрафта[18][19].
- «Иннсмут» (2015): короткометражка Иззы Ли по мотивам повести «Тень над Иннсмутом».
- Фильмы «Весна» (2014), «Ломка» (2014) и «Паранормальное» (2017) считаются частично лавкрафтианскими[20].
- «Секретный эксперимент» (2013): фильм Блэр Эриксона по рассказу «Из глубин мироздания».
- «Хижина в лесу» (2012): фильм Дрю Годдарда представляет Древних существ, впадающих в спячку, которые требуют человеческих жертвоприношений[21].
- «Прометей» (2012): Ридли Скотт подтвердил влияние Лавкрафта и повести «Хребты безумия» в частности[22][23].
- «По ту сторону чёрной радуги» (2010) и «Мэнди» (2018): фильм Паноса Косматоса берут темы «космического ужаса» Лавкрафта и смешивают их с психоделическими элементами[24][25][26].
- «Цвет» (2010): германский фильм Хуана Ву является адаптацией рассказа «Цвет из иных миров».
- «Поезд №25» (2010): российский короткометражный фильм Влада Латоша основан на творчестве Лавкрафта.
- «Наследие Вальдемара» (2010): испанский фильм Хосе Луиса Алемана, основанный на творчестве Лавкрафта. В финале появляется Ктулху[27].
- «Муза Пикмана» (2010): фильм Роберта Капеллетто, в основе которого лежат рассказы «Модель для Пикмана» и «Обитающий во тьме».
- «Ужас Данвича» (2009): адаптация Ли Скотта одноимённого рассказа.
- «Последний Лавкрафт: Реликвия Ктулху» (2009): комедийный фильм ужасов с оригинальной историей о «Мифах Ктулту»[28].
- «Цвет из тьмы» (2007): итальянский фильм Ивана Зуккона, экранизация рассказа «Цвет из иных миров».
- «Лавкрафт: Страх неизведанного» (2008): документальный фильм о биографии Лавкрафта с участием Гильермо Дель Торо, Джона Карпентера, Нила Геймана и других.
- «Могила» (2007): реклама фильма намекала на связь с рассказом «Склеп», но это не так.
- «Ктулху» (2007): фильм Дэниела Гилдарка по мотивам повести «Тень над Иннсмутом»[29].
- «Холод» (2007): 50-минутный чёрно-белый фильм Шусуке Канеко по рассказу «Холод»[7].
- «Мгла» (2007): адаптация Фрэнка Дарабонта повести «Туман» Стивена Кинга[30][31].
- «Прохладный воздух» (1999): адаптация Брайана Муру одноимённого рассказа Лавкрафта.
- «Гемоглобин» (1997): канадский фильм Питера Сватека по рассказу «Затаившийся страх»[7].
- «Сокрытый ужас» (1994): адаптация Кортни Джойнера рассказа «Затаившийся страх»[7].

#### Классика ужасов
Начиная с 1950-х годов «Лавкрафтовские ужасы» действительно стали популярным поджанром, обеспечивая основу, на которой был построен сюжет многих фильмов ужасов 1950-х и 1960-х годов.
- Стюарт Гордон снял картины[32]: «Извне» (1986), «Урод в замке» (1995)[33], «Дагон» (2001)[34], — адаптации рассказов Лавкрафта.
- Фильмы о зомби: «Некрономикон: Книга Мёртвых», «Зловещие мертвецы» Сэма Рэйми, «Зловещие мертвецы 2», «Зловещие мертвецы 3: Армия тьмы», «Зловещие мертвецы: Черная Книга» Феде Альвареса.
- Серия о зомби Реаниматор: «Реаниматор» (1985) Стюарта Гордона, «Невеста реаниматора» (1990)[35] и «Возвращение реаниматора» (2003) Брайана Юзна[36], — по рассказу «Герберт Уэст — Реаниматор»[37].
- Трилогия Апокалипсиса Джона Карпентера: «В пасти безумия» (1994), «Нечто» (1982), «Князь тьмы» (1987) исследуют границы между реальностью и фантазией, подобно «Хребты безумия»[38][39].
- «Некрономикон» (1993): фильм Брайан Юзна, основанный на произведениях «Крысы в стенах», «Холод» и «Шепчущий во тьме», в которых появляется «Некрономикон»[40].
- «Шепчущий во тьме» (2011): короткометражный немой чёрно-белый фильм Шона Брэнни, созданный так, будто, он вышел в конце 1930-х годов[41][42].
- «Зов Ктулху» (2005): короткометражный немой чёрно-белый фильм Шона Брэнни, созданный так, будто, он вышел в конце 1920-х годов. По мотивам одноимённого рассказа[43].
- «Ктулху» (2000): малобюджетная австралийская постановка Дамиана Хеффернана сочетает в себе элементы повести «Тень над Иннсмутом» и рассказа «Тварь на пороге»[44].
- «Поместье Ктулху» (1990): испанский фильм Хуана Пикера Симона.
- «Бросив смертельный взгляд» (1990): комедия Мартина Кэмпбелла по мотивам произведений Лавкрафта[45].
- «Воскресший» (1991): фильм Дэн О’Бэннона основан на романе «Случай Чарльза Декстера Варда»[46].
- «Неименуемое» (1988): фильм Жан-Поль Уэллетта нельзя назвать экранизацией, но в нём присутствуют элементы из рассказа «Неименуемое»[47].
- «Неименуемое-2» (1993): продолжение истории Жан-Поля Уэллетта, в котором сочетаются сюжетные элементы из «Неимменуемое» и «Показания Рэндольфа Картера»[48].
- «Проклятие» (1987): фильм режиссёра Дэвида Кейта по мотивам «Цвет из Иных Миров». Сиквел «Проклятие 2: Укус» основан на рассказе «Проклятие Йига»[49].
- «Имя розы» (1986): фильм Жан-Жака Анно упоминает имя Азатота среди других демонов.
- «Город живых мертвецов» (1980): фильм Лучио Фульчи, в котором действие происходит в Данвиче[50].
- «Чужой» (1979): Ридли Скотт признаёт его лавкрафтовским из-за темы «космического безразличия», «монументальной мрачности», вопросов без ответа и иных тем повести «Хребты безумия»[51][52].
- «Вечное зло» (1978): фильм Роджера Эванса вдохновлён фильмом «Зловещие мертвецы», а герои в нём называют имя Йог Котхаг (Yog Kothag)[53].
- «Пикник у Висячей скалы» (1975): фильм о бессилии человека перед непознаваемым и об отсутствии ответов на вопросы[54].
- «Ужас Данвича» (1970): фильм Дэниела Халлера по мотивам одноимённого рассказа[55][56].
- «Проклятие багрового алтаря» (1968): фильм Вернона Сьюэлла по мотивам «Сны в ведьмовском доме». Вышел в США как «The Crimson Cult». В главных ролях Борис Карлофф и Кристофер Ли[57].
- «Запертая комната» (1967): британский фильм Дэвида Грина по рассказу «Комната с заколоченными ставнями»[53].
- «Темный убийца» (1965): чёрно-белый фильм Харви Харта, в котором есть ссылки на Мифы Ктулху[58].
- «Умри, монстр, умри!» (1965): адаптация Дэниеля Халлера рассказа «Цвет из иных миров». В ролях Борис Карлофф и Ник Адамс[59].
- «Заколдованный замок» (1963): фильм Роджера Кормана основан на романе «Случай Чарльза Декстера Варда», хотя, это не прямая адаптация и она включает элементы из «Тень над Иннсмутом» и «Ужас Данвича»[60].

## Мультфильмы
К произведениям Лавкрафта снято несколько короткометражных анимационных фильмов. Аниматоры и сценаристы заявляют, что Ктулху является общественным достоянием, поэтому некоторые авторы создают собственную стилизацию.
- «Сомнамбулический поиск неведомого Кадата» (2003): Короткометражный анимационный фильм режиссёра Эдварда Мартина III, художник Джейсон Томпсон.
- «Другие боги» (2006): немой мультфильм от Subterranea Entertainment. В нём ссылаются на документ, который якобы подтверждает, что это копия несуществующего фильма 1924 года Питера Роудса, соратника Лавкрафта.
- «Говард Лавкрафт и ледяное королевство» (2016), «Говард Лавкрафт и подводное королевство» (2017) и «Говард Лавкрафт и царство безумия» (2018) — основанные на произведениях Лавкрафта[61][62].
- «Южный парк» в 14 сезоне, 12 и 13 серии (Енот и Енот 2: Послевидение) Картман уговаривает Ктулху завоевать Землю, но тот терпит поражение.
- «Рик и Морти» (2013-): Ктулху появляется в конце заставки.
- «Робоцып» (2005-): «Безымянный» Ктулху выступает как кандидат в президенты (отсылка в качестве пародийной кампании в настольной игре Chaosium в 1996 году).
- «Скуби-Ду! Мистическая корпорация» (2010—2013): отсылки к Лавкрафту, Роберту Говарду и на Мискатонический университет.
- «Симпсоны» (1989-): в эпизоде «Дом ужасов на дереве XXIX» жители порта Фогбери говорят Симпсонам, что их собираются принести в жертву Ктулху.
- «Лига Справедливости»: в серии «Угроза извне» присутствует божество по имени Ихтхулту, в виде осьминога.
- «Бэтмен»: в сериях часто фигурирует название «Лечебница Аркхем».
- «Охотники за привидениями»: серия посвящена Ктулху, который был приравнен к привидениям. Его называют Катулху (Катулу). Также в серии упоминаются Говард Филипс Лавкрафт, Кларк Эштон Смит, Некрономикон, служители Катулу.
- «Настоящие охотники за привидениями» (1986—1991): в эпизоде 2 сезона «Собери зов Ктулху» представлены Некрономикон, Отродье Ктулху, Шогготы, Ктулху, Мискатонический университет, Аркхэм, все основные элементы мифов.
- «Final Space» (2018-): 7 и 8 эпизоды 1 сезона изображают Титана, похожего на Ктулху и Азатота, а также есть отсылки к Шуб-Ниггурат, Йог-Сототу и шогготам.
- «Гравити Фолз» (2012—2016): Ктулху играет эпизодическую роль в эпизоде 2 сезона «Странногеддон, часть первая».
- «Ползучий хаос. Няруко-сан» (2012): в аниме-сериале упоминается пантеон (Ктугха, Ньярлатхотеп, Хастур) как пришельцы, которые явились на землю в виде двух девушек и парня.
- «Армитаж III» (1995): Хироюки Очи и Чиаки Дж. Конака, японский аниме-сериал включает отсылки к персонажам Армитейдж, Лавиния Уэйтли и различные локации в округе Данввича.
- «The Big O» (1991—2001): японский аниме-сериал по сценарию Чиаки Дж. Конаки, в котором упоминается гигантский робот по имени Дагон.
- «Digimon Adventure» и «Digimon Tamers» (2001—2002): аниме-сериал Чиаки Дж. Конака, включает эпизоды с Глубоководными и Иннсмутом, и ссылками на рассказ «Гипнос».
- «Housing Complex C» (2022): аниме-сериал. Семья прибывает в Куросаки и собирается принести в жертву жителей Жилого комплекса C, дабы воскресить бога Кузулулу. Девочка Кими Широкадо оказалась ещё более могущественной богиней.
- «Тайна Некрономикона» (1999): аниме о запретной книге.

## Видеоигры
Видеоигры, как и фильмы, имеют богатую историю «лавкрафтовских» адаптаций, начиная с текстовой игры Lurking Horror (1987) от Infocom. Число видеоигр, непосредственно основанных на творчестве Лавкрафта — как, например, Call of Cthulhu: Dark Corners of the Earth — относительно невелико, но отсылки, темы и образы из его книг присутствуют в колоссальном количестве компьютерных игр, в том числе чрезвычайно популярных Quake, Doom, Half-Life, Dead Space, Bloodborne. Характерные элементы «Лавкрафтовских ужасов»: нечеловеческие существа с непознаваемыми мотивами, необходимость для персонажа спасаться бегством и загадки, — позволяют легко строить геймплей игр самых разных жанров. Жанр survival horror испытал особенно сильное влияние Лавкрафта; подобные игры, ставят своей целью одновременно пугать и увлекать игрока; и черпают из работ Лавкрафта детективные мотивы, сюжеты о путешествии сквозь тёмные лабиринты сознания, образы «Древних богов» как «боссов», и многое другое. Механика «безумия», восходящая к настольным играм по творчеству Лавкрафта, прочно вошла в компьютерные игры. В Steam влияние Лавкрафта отмечено во многих играх.
- «Stygian: Outer Gods» (2025): survival horror, описывает предысторию событий игры Stygian: Reign of the Old Ones. Была анонсирована на Lovecraftian Days Steam Festival[71].
- «Alone in the Dark» (2024): экшен от Pieces Interactive, основанный на творчестве Лавкрафта, а также фильмах ужасов[72].
- «Call of Cthulhu: Dark Corners of the Earth» (2006): экшен от Bethesda, основанный на повести «Тень над Иннсмутом» и «За гранью времён»[73].
- «Call of Cthulhu» (2018): survival horror от Cyanide Studio, вдохновлённый одноимённым рассказом, где вы играете за детектива Эдварда Пирса[73].
- «Call of Cthulhu: The Wasted Land» (2012): тактическая ролевая игра от Chaosium и Red Wasp Desing, основанная на рассказе «Герберт Уэст-Реаниматор».
- «Call of Cthulhu: Shadow of the Comet» (1993): квест от Infogrames. Фотограф Джон Паркер отправляется в маленький городок в Новой Англии, чтобы исследовать странные события, связанные с местным культом.
- «The Sinking City» (2019): экшен от Frogwares, основанный сразу на многих произведениях Лавкрафта. Вы играете за детектива Чарльза Рида, которого видения приводят в город, на который обрушивается наводнение и монстры[74].
- «The Last Case of Benedict Fox» (2023): лавкрафтовская 2D метроидвания, в которой вам предстоит погрузиться в запутанный мир тайных организаций, исследовать воспоминания и сражаться с демонами[75].
- «Necronomicon: The Dawning of Darkness» (2001): квест от Wanadoo, основанный на творчестве Лавкрафта[76].
- «Sherlock Holmes: The Awakened» (2006), «Sherlock Holmes Versus Arsène Lupin» (2007) и «Sherlock Holmes: The Devil’s Daughter» (2016): кроссовер с Мифами Ктулху от Frogwares, где Холмс и Ватсон сталкиваются с сектой и щупальцами[77].
- «Dredge» (2023): приключенческая игра про рыбалку от Black Salt Games и Team17, которая использует общие мотивы из произведений Лавкрафта. Игрок сталкивается с лавкрафтианскими существами и находит «Книгу Глубин»[78].
- «Call of the Sea» (2020): экшен с головоломками по мотивам произведений: «Тень над Иннсмутом», «Зову Ктулху» и «Дагон»[79].
- «The Shore» (2021): экшен по рассказам «Тень над Иннсмутом», «Зову Ктулху» и «Дагон»[80].
- «Song of horror» (2020): survival horror, в котором встречаются элементы творчества Лавкрафта[81].
- «Moons of Madness» (2019): экшен от Funcom, в котором встречаются элементы творчества Лавкрафта[82].
- «Phoenix Point» (2019): стратегия, в которой есть планета Юггот, что является источником страшного вируса[83].
- «Dusk» (2018): экшен, в котором встречаются культисты и лавкрафтовские чудовища[84].
- «Stygian: Reign of the Old Ones» (2018): ролевая игра, в которой встречаются персонажи Лавкрафта[82].
- «Identity V» (2018): survival horror от NetEase Games, в котором упоминаются Хастур и Йидра (Генри Каттнера), а также «Ведьма грёз».
- «Amnesia: The Dark Descent» (2010): экшен с множеством отсылок к творчеству Лавкрафта. Название движка HPL происходит от инициалов ГФЛ[85].
- «Smite» (2015): MOBA, что ссылается на пантеон существ из Мифов Ктулху; у героя есть скин под названием «The Dark Whisperer»[86].
- «Darkest Dungeon» (2016): roguelike-игра от Red Hook Studios, в которой встречаются существа, похожие на Старцев[87][88].
- «The Vanishing of Ethan Carter» (2014): квест, в котором встречается Спящий под водой (Ктулху), Р’льех, Некрономикон, «Тот-Кого-Нельзя-Называть» (Хастур) и т. д.[89]
- «Sundered» (2017): метроидвания, созданная по мотивам Лавкрафтовских ужасов.
- «Conarium» (2017): квест основан на повести «Хребты Безумия»[81].
- «Edge of Nowhere» (2016): квест основан на повести «Хребты Безумия»[81].
- «Soma» (2015): экшен передаёт атмосферу из творчества Лавкрафта[90][91].
- «The Last Door» (2016): 2D квест, сочетающий элементы Лавкрафтовского ужаса[92].
- «Magrunner: Dark Pulse» (2015): головоломка с элементами магнетизма, ведущая в мир с лавкрафтовскими монстрами, включая Ктулху.
- «Sunless Sea» (2015): roguelike игра в той же вселенной, что и текстовая игра «Fallen London», с упором на темы из творчества Лавкрафта[93].
- «Eldritch» (2013): roguelike игра, вдохновлённая произведениями Лавкрафта[94].
- «The Secret World» (2012): MMORPG от Funcom, вдохновлённая творчеством Лавкрафта[95].
- «Grim Dawn» (2012): экшен, в котором проводятся визуальные параллели с творчеством Лавкрафта.
- «The Binding of Isaac» (2011): экшен, в котором есть возможность превращаться в Левиафана, похожего на лавкрафтовских чудовищ.
- «Magicka» (2011): экшен, в котором Ктулху посвящено дополнение[96].
- «Penumbra» (2007): survival horror, вдохновлённый работами Лавкрафта[90].
- «Darkness Witсhin: In Pursuit of Loath Nolder» (2007): квест, созданный по мотивам произведений Лавкрафта[97].
- «Eversion» (2008): 2D игра, вдохновлённая цитатой Лавкрафта.
- «Eternal Darkness: Sanity’s Requiem» (2002): экшен с элементами творчества Лавкрафта, где детектив сталкивается с мистическими явлениями и старается не потерять рассудок[84].
- «World of Horror» (2023): 2D квест в чёрно-белом стиле с атмосферой произведений Лавкрафта.
- «Lovecraft´s Untold Stories» (2019): 2D игра, в которой вам предстоит убить массу монстров и встретить пятерых Древних — Дагона, Ктулху, Шуб-Ниггурат, Ньярлатхотепа и Азатота.
- «Cthulhu Chronicles» (2018): мобильная 2D игра, основанная на настольной игре «Call of Cthulhu».
- «Tesla vs Lovecraft» (2018): roguelike игра, в которой игроки массово расстреливают монстров.
- «Achtung! Cthulhu Tactics» (2018): тактическая игра в мире, где Третий рейх призывал на помощь Ктулху.
- «RuneScape» (2015): браузерная игра, в которой есть квест под названием «Тень над Эшдейлом» (аналогично «Тень над Иннсмутом»). Игрок должен спасти город-остров Эшдейл от древней расы Крассианов (амфибий).
- «South Park: The Fractured but Whole» (2017): комедийная 2D игра от Ubisoft, в которой есть босс Шуб-Ниггурат.
- «Sam & Max: The Devil’s Playhouse» (2010): юмористическая пародия на Мифы Ктулху. Вы играете за животных и встречаете Йог-Сотота, который слился в одно целое вместе с Пэйперуэйт (Папьемарше)[90].
- «Cthulhu Saves the World» (2011): комедийная 2D игра обыгрывает художественные штампы Мифов Ктулху. Есть волшебник по имени Ктулху, который утратил силы, и, чтобы вернуть их, он должен стать героем[98].
- «Cataclysm DDA» (2013): симулятор выживания, в котором есть множество отсылок к творчеству Лавкрафта, включая Ми-го и Шогготов.
- «Dominions II: The Ascension Wars» (2003), «Dominions 3: The Awakening» (2006), «Dominions 4: Thrones of Ascension» (2013): пошаговые стратегии, где представлена подводная раса Р’льех.
- «Anchorhead» (1998): текстовая приключенческая игра, вдохновлённая произведениями Лавкрафта[99].
- «Alone in the Dark» (1992): survival horror от Infogrames Entertainment, основанный на мифологии Лавкрафта[100].
- «Pathologic» (2005): приключенческая игра российской студии Ice-Pick содержит множество тем, общих для произведений Лавкрафта.

#### Не связаны с творчеством Лавкрафта
Элементы «Лавкрафтовских ужасов» появился во многих видеоиграх самых разных жанров, даже не связанных с творчеством Лавкрафта. Было признано, что эти темы и элементы в них тоже присутствуют, и становятся всё более распространёнными, хоть, и имеются некоторые трудности с изображением образов Лавкрафта, выходящих за рамки визуальной эстетики:
- Blizzard вдохновлялась сериями фэнтези, включая Мифы Ктулху, в играх «World Of Warcraft»[105][106], «Diablo»[107], «StarCraft»[108], «Hearthstone»[109], где часто встречаются похожие существа, Древние боги, запретные книги и т. д.[110]
- «Disciples II: Dark Prophecy» (2002): Легион Проклятых, Тиамат был позаимствован из  «Мифов Ктулху» и Древних богов[111]
- «Cold Fear» (2005): там присутствуют элементы, вдохновленные произведениями Лавкрафта, особенно в отношении сеттинга и атмосферы.[112]
- «Warhammer 40,000»: во вселенной игры часто встречаются отсылки к Древним богам и похожим существам[113].
- «BloodRayne» (2002): дампир Рейн дерется с монстрами из Мифов Ктулху[114]
- «Destiny» (2015): экшен, где в дополнении The Taken King появились боссы Голгорот и Орикс, основанные на персонажах Мифов Ктулху.
- «Silent Hill» (1999): монстры с которыми сталкивается главный герой, позаимствованы из Мифов Ктулху.[115]
- «Call of Duty: Black Ops III» (2015): экшен представляет персонажа Человек-тень из кампании Shadows of Evil, который наделён силам Ктулху, а окружение вдохновлено работами Лавкрафта[116].
- «The Elder Scrolls»: РПГ содержит отсылки к «Мифам Ктулху» и Древним богам[90][91].
- «Baldur’s Gate»: РПГ содержит отсылки к Древним богам и существам со щупальцами[90][117].
- «Divinity Original Sin 2» (2017): РПГ содержит отсылки к «Мифам Ктулху» и произведениям Лавкрафта[118].
- «Dragon Age»: РПГ содержит отсылки к «Мифам Ктулху», Древним Богам, полуполипам, Великой Расе Йит[119].
- «Everquest»: РПГ содержит существ и отсылки из творчества Лавкрафта[120].
- «Ведьмак»: в игре есть книги с отсылками к творчеству Лавкрафта, а также монстры, вдохновлённые образами существ Мифов Ктулху, включая Глубоководных и Дагона[121].
- «Bloodborne» (2015): соулслайк от From Software передаёт атмосферу работ Лавкрафта[122].
- «Elden Ring» (2022): соулслайк, в котором описаны «Внешние боги», а один из них, «Великая Воля», является посланником, известным как «Зверь Элдена»[123].
- «DOOM» (2016): экшен представляет монстров, вдохновлённых творчеством Лавкрафта. В «DOOM Ethernal» вышло DLC Ancient Gods[124].
- «Quake»: экшен представляет босса Тёмного Младого Шуб-Ниггурат, а один из уровней называется Безымянный город (одноимённый рассказ)[84][125].
- «Half-Life» (2004): экшен начинается с эксперимента, что открывает в наш мир проход существам Ксен из Иных миров, — подобно сюжету «Шепчущий во тьме» и «Из глубин мироздания»[90][99][126].
- «Dota 2» (2012): МОБА содержит Некрономикон, позволяющий призвать двух демонов, а также Дагон. Кроме того, косметический набор Claszian Apostasy на персонажа Faceless void имеет внешность Ктулху.
- «Fallout»: экшен содержит много отсылок к «Мифам Ктулху», включая Данвич, Инсмут, Галерею Пикмана, книгу Кривбекни (аналог Некрономикон)[127].
- «Conan»: игра на выживание по мотивам творчества Роберта Говарда, где более выражены отсылки к Мифам Ктулху[128].
- «Alan Wake» (2010): экшен от Remedy содержит огромное количество отсылок на лавкрафтовские ужасы[90].
- «Scorn» (2022): экшен содержит фрески с изображением осьминогоподобных чудовищ, похожих на Ктулху[129].
- «Mass Effect»: экшен Bioware содержит художественные образы существ со щупальцами. В 3-й части серии вышло DLC про Древнюю расу Левиафанов, выступающую в роли Древних богов[90][123].
- «Dead Space» (2008): экшен Visceral Games содержит художественные образы нежити со щупальцами, подобно «Герберт Уэст — реаниматор» и «Случай Чарльза Декстера Варда»[91][124].
- «Resident evil» (1996): экшен Capcom содержит художественные образы нежити со щупальцами, подобно «Герберт Уэст — реаниматор» и «Случай Чарльза Декстера Варда»[130].
- «Serious Sam» (2001): экшен Croteam содержит отсылки к Древним богами. В альфа-версии были божества 4 стихий (согласно концепции Августа Дерлета)[131].
- «Life is Strange» (2015): в 4 эпизоде адвенчуры имеется отсылка к Мискатоникскому университету и Герберту Уэсту в Болтоне[90].
- «X-COM: Terror From The Deep» (1995): тактическая игра, где есть «Великий спящий», T’leth (аналог R’lyeh, но в Мексиканском заливе); пришельцы The Deep Ones и Lobsterman[132].
- «Civilization VI» (2016): стратегия, в которой есть достижение «Армия Ктулху», что получается за счёт набора вооружённых сил города-государства Нан Мадол[90].
- «Crusader Kings II» (2016): стратегия, в которой игрок вызывает Ктулху.
- «Terraria» (2011): экшен, в котором есть боссы Глаз Ктулху, Мозг Ктулху и Лунный Лорд, внешним видом напоминающие Ктулху.
- «RimWorld»: симулятора строительства получил пользовательскую модификацию «Call of Cthulhu».

## Настольные игры
При жизни Лавкрафт относился к играм любого рода с презрением, считая их бессмысленным занятием. Тем не менее, его литературное творчество оказало огромное влияние на игры. В 1981 году американская компания Chaosium выпустила первую редакцию настольной ролевой игры «Зов Ктулху», основанной на книгах Лавкрафта. Эта игра, будучи весьма популярной сама по себе, была также примечательна введением механики «безумия» — как и в книгах Лавкрафта, рассудок персонажей игры мог помрачиться при встрече с космическими ужасами. Механика безумия была настолько удачной, что была скопирована во множестве других игр. Одной из наиболее популярных настольных игр по мотивам творчества Лавкрафта стала игра «Ужас Аркхема» (1987), также выпущенная Chaosium.
Творчество Лавкрафта оказало влияние на Dungeons & Dragons, начиная с начала 1970-х годов. Позже эта серия повлияет на настольную игру «Зов Ктулху». Первые издания AD&D Deities & Demigods включали персонажей из работ Лавкрафта. Dungeons & Dragons повлияли на более поздние ролевые игры, в том числе Call of Cthulhu (1980), что, в свою очередь, привлекли новых поклонников Мифов Ктулху. Расширения Magic: The Gathering, такие как Battle for Zendikar (2015), Eldritch Moon (2016) и Shadows over Innistrad (2016), содержат элементы Лавкрафта.
- «Warhammer 40 000» (хаос, тьма, ересь Хроноса)
- «Зов Ктулху» от Chaosium
- «Зов Ктулху» от Fantasy Flight Games
- «Arkham Horror» от Fantasy Flight Games
- «Древний Ужас» от Fantasy Flight Games
- «Mythos» от Chaosium
- «Cthulhu: DeathMayDie»
- «Cthulhu Wars»
- «Illuminati»
- «Magic: The Gathering» от Wizards of the Coast
- «Dungeons & Dragons» (1980) от TSR, Inc
- «Pathfinder Roleplaying Game» (2009) от Paizo Publishing
- «Starfinder» (2017) от Paizo Publishing
- «Elder Sign» (2011) от Fantasy Flight Games
- «Eldritch Horror» (2013) от Fantasy Flight Games
- «Mansions of Madness» (2013) от Fantasy Flight Games
- «Yu-Gi-Oh! Trading Card Game» (1996) от Konami
- «Chaos of Cthulhu» (2016) от Imp House Game Company
- «Chez Cthulhu» (2013) от A Chez Geek (by Steve Jackson Games)
- «Delta Green» (1997) от Pagan Publishing
- «Delta Green» (2016) от Arc Dream Publishing
- «Cthulhu Fluxx» (2012) от Looney Labs
- «Cthulhu: Death May Die» (2019) от CMON Limited Asmodee
- «Cthulhu Gloom»
- «Cthulhu Dice» (2010) от Steve Jackson Games
- «Fate of the Elder Gods» (2017) от Greater Than Games
- «King in Yellow Roleplaying Game» (2018) от Pelgrane Press
- «Monsterpocalypse» (2008) от Privateer Press
- «Smash Up» (2013) от Alderac Entertainment Group
- «A Study in Emerald» (2013) от Treefrog Games
- «Trail of Cthulhu» (2008) от Pelgrane Press

## Комиксы
Творчество Лавкрафта повлияло и на комиксы, включая адаптации его рассказов: «H.P. Lovecraft’s Worlds», «H. P. Lovecraft’s Cthulhu: The Whisperer in Darkness», «Graphic Classics: H. P. Lovecraft and MAX’s Haunt of Horror», а также новые произведения о Мифах Ктулху, которые появились в комиксах.
Алан Мур создал серию комиксов «Providence» и «Neonomicon», посвящённую творчеству Лавкрафта, а также в свои графические романы: «The Courtyard» и «Yuggoth Cultures and Other Growths» (и спин-офф Энтони Джонстона «Yuggoth Creatures»), а также в своём «Black Dossier», где рассказ «What Ho, Gods of the Abyss?» смешанный лавкрафтовский ужас с Берти Вустером.
Лавкрафт появлялся как персонаж в ряде Лавкрафтовских комиксов: в серии Мака Картера и Тони Сэлмонса «The Strange Adventures of H. P. Lovecraft» от Image и в детском графическом романе Arcana «Frozen Kingdom» Брюса Брауна. Действие веб-комикса «Lovecraft is Missing» происходит в 1926 году, до публикации «Зова Ктулху», и переплетается с элементами разных рассказов Лавкрафта.
Boom! Studios также выпустили ряд комиксов про Ктулху и других существ, включая «Cthulhu Tales».
Создатель «Хеллбоя» Майк Миньола создал комиксы под влиянием Лавкрафта и Роберта Говарда, а также легенд о Дракуле. Эти идеи появились в фильме 2004 года «Хеллбой». Серия Elseworlds «The Doom That Came to Gotham» переосмысливает Бэтмена в противостоянии с Лавкрафтовскими монстрами.
В выпуске № 32 «The Brave and the Bold» сильно заметно влияние стиля Лавкрафта. Помимо использования изображений Ктулху, Глубоководных и Р’льех, писатель Джозеф Майкл Стражински создал свою историю в Лавкрафтовском стиле.

## Музыка
Творчество Лавкрафта оказало влияние на многих музыкантов, особенно в рок-музыке и хэви-метале. В 1960-х годах появилась психоделическая рок-группа HP Lovecraft, которая выпустила альбомы HP Lovecraft и HP Lovecraft II. В 1970 году вышел первый альбом Black Sabbath, который содержал песню под названием Beyond the Wall of Sleep. Metallica записали песню «Зов Ктулху» и «Вещь, которой не должно быть» (вдохновлённую повестью «Тень над Иннсмутом»). «Король и Шут» в альбоме «Тень клоуна» выпустили песню «Дагон» (тоже вдохновлённую повестью «Тень над Иннсмутом»), а также многие другие песни.
- Песня «Кutulu (the mad Arab, part two)»[144] хэви-метал-группы Mercyful Fate — в ней фигурирует Безумный Араб, который «должен сегодня вечером дописать книгу», как отсылка на Абдулу Альхазреда.
- Альбом Necronomicon дарк-эмбиент-группы Nox Arcana, выпущенный в 2004 году, полностью посвящён мифологии Лавкрафта.
- У датской сайкобилли-группы Nekromantix в альбоме Return Of The Loving Dead, выпущенном в 2002 г. есть песня «Nekronomicon».
- Группа Metallica в альбоме 1984 года Ride the Lightning выпустила инструментальную композицию «The Call of Ktulu» («Зов Ктулу»). Ktulu является одним из альтернативных написаний Ктулху.
- Известный канадский композитор электронной музыки Deadmau5 записал треки с названиями «Cthulhu Sleeps», «Cthulhu Dreams» и «Rlyehs Lament»; также у него имеется татуировка с изображением Ктулху на всю правую руку.
- Тексты песен фьюнерал-дум-метал-группы Thergothon посвящены творчеству Лавкрафта. Кроме того, в 1991 г. группа выпустила демо-альбом Fhtagn nagh Yog-Sothoth.
- Дебютный альбом швейцарской группы Samael, названный Worship Him, содержит инструментальную композицию «Rite of Cthulhu».
- У группы Cradle Of Filth есть песня «Ctulhu Dawn». Также в песне «Mother Of Abominations» в начале присутствует повторяющаяся фраза «Ia! Ia! Cthulhu Fhtagn!».
- Французская группа Arkham играет музыку в стиле «Lovecraftian dark metal», и почти всё их творчество основано на текстах Лавкрафта и его продолжателей.
- У шведской группы Demiurg есть песня «Cult Of Dagon», в которой присутствует фраза «Ia, Ia, Cthulhu!»
- У шведской группы Therion есть песни «Cthulhu» и «Call Of Dagon».
- У симфоник блэк-метал группы Bal-Sagoth есть песня «Shackled to the Trilithon of Kutulu».
- У блэк-метал группы 1349 имеется песня «From the Deeps», где тоже упоминается Ктулху.
- У бельгийской группы Univers Zéro есть композиция «La Musique d’Erich Zann».
- У украинской скримо-группы Gumilinski есть песня «Кадат», в тексте которой есть фраза «Ньярлатотеп — ползучий хаос, Азатот — султан демонов».
- Французская авант-роковая группа Shub-Niggurath назвала себя в честь одного из божеств Мифов Ктулху, их музыка во многом навеяна прозой Говарда Лавкрафта. В альбоме Les Morts Vont Vite имеется композиция под названием «Yog-Sothoth».
- Французская группа Yog Sothoth, игравшая музыку на стыке джаза и авангардного рока, записала свой единственный одноимённый альбом в 1984 году.
- Dance metal band UNK! из Бельгии в альбоме Nine Inch Nails 2007 года записали композицию «Shub-Niggurath come».
- Американская funeral doom metal-группа Catacombs в 2006 году выпустила альбом под названием In the Depths of R’lyeh.
- У российской панк-группы Король и Шут есть песня «Дагон», а также песня на стихи Лавкрафта — «Вестник».
- Немецкая группа Mekong Delta выпустила в 1988 г. концептуальный альбом The Music of Erich Zann («Музыка Эриха Цанна»).
- У шведской дум-метал группы Draconian в альбоме 2002 года Dark Oceans We Cry есть песня под названием «Cthulhu Rising».
- У украинской группы CrazY JulieT есть песня «Grand Grimoire», в которой в припеве повторяется «ia kutulu kutulu fug fug fatagn!»
- У украинской депрессив-блэк-метал-группы Ossadogva дебютные демозапись и альбом 2008 г. назывались IA Ancient One и были целиком посвящены мифам о Ктулху.
- Американская дэт-метал-группа Morbid Angel большую часть своего раннего репертуара посвятила идеологии мифов Ктулху. О данной приверженности также красноречиво говорит псевдоним солиста и лидера группы Trey Azagthoth.
- У российской панк-рок группы Станционный Смотритель есть песня «К планете Юггот»; также в песне «Эволюция» упоминается Йог-Сотот.
- У американской металкор/дэткор-группы из Массачусетса The Acacia Strain в альбоме 2008 года Continent есть песня под названием «Cthulhu».
- Первый альбом пост-блэк-метал-группы Deafknife (ныне Ultar) полностью посвящён пантеону божеств, описанных Г. Ф. Лавкрафтом.
- У российской симфоник-метал-группы Sanctorium есть песня «Initiation of Al’Hazred», а также песня «Rub Al Khali» (название пустыни, которая упоминается у Лавкрафта).
- Немецкие экспериментальщики Workshop в 2004 году выпустили альбом под названием Yog Sothoth.
- Греческая атмосферик-дэт-метал группа Septicflesh для альбома Communion записала песню под названием «Lovecraft’s Death».
- У группы The Vision Bleak, игравшей хоррор-метал, в дискографии есть альбом Carpathia — A Dramatic Poem, где песни объединены историей в лавкрафтианской стилистике. Один из треков имеет название «Kutulu!»; также у группы есть песня «Horror of Antarctica», связанная с романом «Хребты Безумия».
- Украинской funeral death doom-группой Koloss в 2011 году был издан альбом Dødsstjernen, полностью посвящённый творчеству и мифам Лавкрафта.
- У российской группы Lamia Morra в конце 2012 г. вышел альбом Liber Logaeth, охарактеризованный музыкантами как «личная лавкрафтиана» и целиком основанный на творчестве Г. Ф. Лавкрафта и его последователей.
- У французской группы Adagio есть песня «Rlyeh The Dead».
- У российской группы B.R.E.D. 182 есть песня «Ктулху ест мозг» — текст скорее основан на феномене Ктулху как интернет-мема, нежели непосредственно на мифологии Лавкрафта.
- У российской рок-группы АстРок готовится альбом о мифах Ктулху, выход которого запланирован на середину 2016 г. [обновить данные]
- У российской фолк-метал-группы Изморозь в 2013 г. вышел альбом Ктулху, в котором он присутствует почти во всех песнях.
- У дум-метал-группы Electric Wizard есть песня «Dunwich», текст которой написан по произведению Лавкрафта «Данвичский ужас».
- У немецкой дэт/трэш-метал-группы Poison в альбоме Into the Abyss есть композиция под названием «Yog-Sothoth».
- Французская сладж/блэк-метал группа The Great Old Ones полностью посвятило своё творчество Мифам Ктулху.
- У гик-исполнителя Eben Brooks есть песня «Hey There Cthulhu».
- В песне российского рэп-исполнителя Oxxxymiron «HPL» (Howard Phillips Lovecraft) присутствуют отсылки к произведениям «Цвет из иных миров», «Зов Ктулху» и «Дагон».
- Альбом российского рэп-исполнителя Deep-Ex-Sense Шоггот полностью основан на произведениях Лавкрафта Говарда Филлипса.
- У российской хорроркор-группы Jolly Roger композиция «Пх’нглуи мглв’нафх Ктулху Р’льех вгах’нагл фхтагн» содержит в себе отсылки как непосредственно на Ктулху, так и на иных богов пантеона Лавкрафта.
- Тексты песен российской пост-блэк-метал-группы Ultar базируются на творчестве Лавкрафта Говарда Филлипса. В названиях песен также присутствуют прямые отсылки: «Father Dagon», «Shub-Niggurath», «Yog-Sothoth», «Azathoth» и другие.
- Британская группа The Tiger Lillies совместно с Александром Хаке, постоянным участником группы Einstürzende Neubauten, создала концертное-шоу «Mountains Of Madness», посвящённое Говарду Лавкрафту и его мифам. Для песен были выбраны самые популярные истории и мотивы из «Мифов Ктулху». Концерт был лимитированно выпущен на DVD, однако затем был перевыпущен в виде альбома в 2020 году.
- В песне «Before the Sunrise» с одноимённого демо-альбома хорвато-австралийской группы Undercode упоминаются Некрономикон и его автор.
- У Российской рок-группы Mechanica из г. Мамоново есть атмосферная инструментальная композиция "The Temple (H.P. Lovecraft)", посвящённая рассказу "Храм".
- Творчество Monumentum Damnati, а именно лирика, костюмы, визуал, вдохновлены произведениями Лавкрафта. Среди изданных песен прямые отсылки содержат "Rats in the Walls", "The Lurking Fear", "The Shadow over Innsmouth".